# Цзин-цзун (династия Тан)
Цзин-цзун (кит. 敬宗; 22 июля 809 — 9 января 827) — шестнадцатый император китайской империи Тан, правивший в 824—827 годах.
Родился в семье императора Му-цзуна. При рождении получил имя Ли Чжань. Не получал какого-либо систематического образования. В 824 году после смерти отца взошёл на престол под именем Цзин-цзуна, однако не проявил склонностей к выполнению государственных обязанностей и был занят лишь оргиями, развлечениями и пьянством. В правительстве шли бесконечные склоки между группировками евнухов, между родами Ню и Ли, между учёными и евнухами. Со временем значение евнухов возрастало всё сильнее, несмотря на противоборство со стороны знати и представителей Академии Ханьлинь. Однако Цзин-цзун вскоре начал притеснять также и евнухов, поэтому группа из них во главе с Лю Кэминем в скором времени организовала его успешное убийство.